# Tongchuan (Dazhou)
Tongchuan (en chino, 通川; pinyin, Tōngchuān) es un distrito urbano bajo la administración directa de la ciudad-prefectura de Dazhou. Se ubica en la provincia de Sichuan, centro-sur de la República Popular China. Su área es de 888 km² y su población total para 2013 superó los 580 mil habitantes.

## Administración
Desde junio de 2023, el Distrito Tongchuan se divide en 22 pueblos que se administran en 5 subdistritos, 12 poblados y 1 villa.

## Toponimia
El topónimo Tongchuan se compone de los sinogramas Tong que significa 'conexión' y Chuan que es la abreviatura de Sichuan, lo que da como resultado 'conectando con Si[chuan]'. Según Registros Geográficos (寰宇记): debido a que el área es accesible en todas las direcciones, por eso se llama Tongchuan.